# Ministr
Ministr (původní význam slova z latinského "minister" = „pomocník, sluha“) je člen vlády, který stojí v čele ministerstva. Podle toho, které ministerstvo řídí, přísluší ministru titul, např. „ministr vnitra“ nebo „ministr spravedlnosti“. Někdy ale některý z členů vlády své ministerstvo nemá a potom se nazývá „ministr bez portfeje“. Místopředsedové vlády jsou ministry jen tehdy, stojí-li v čele ministerstva; v takovém případě mají titul např. „místopředseda vlády a ministr financí“. Totéž se vztahuje na předsedu vlády, který však řídí ministerstvo jen zcela výjimečně. Ministr je součástí kabinetu, tedy náplní jeho práce je exekutivní činnosti (rozhodovací).

## Ministři v České republice
Ministři české vlády jsou jmenováni prezidentem republiky, a to na návrh předsedy vlády, zároveň jsou obvykle pověřeni řízením konkrétního ministerstva. Na návrh předsedy vlády jsou také prezidentem republiky odvoláváni, stejně jako při podání demise ji prezident republiky přijímá prostřednictvím předsedy vlády. Při nástupu do úřadu skládají do rukou prezidenta republiky tento slib: „Slibuji věrnost České republice. Slibuji, že budu zachovávat její Ústavu a zákony a uvádět je v život. Slibuji na svou čest, že budu zastávat svůj úřad svědomitě a nezneužiji svého postavení.“ Nesmí vykonávat činnosti, jejichž povaha odporuje výkonu funkce ministra.
Jako členové vlády odpovídají Poslanecké sněmovně, mají povinnost odpovídat na interpelace jednotlivých poslanců a dostavit se osobně do schůze sněmovny (v případě parlamentního výboru nebo komise se mohou dát zastoupit svým náměstkem nebo jiným členem vlády). Protože nebyl zaveden tzv. klouzavý mandát, mohou být zároveň poslanci nebo senátory, ačkoli nemohou zastávat parlamentní funkce. Jejich platové poměry a další nároky stanoví zákon č. 236/1995 Sb., o platu a dalších náležitostech spojených s výkonem funkce představitelů státní moci a některých státních orgánů a soudců a poslanců Evropského parlamentu.